# Larchamp (Mayenne)
Larchamp é uma comuna francesa na região administrativa da Pays de la Loire, no departamento de Mayenne. Estende-se por uma área de 40,17 km². Em 2010 a comuna tinha 1 128 habitantes (densidade: 28,1 hab./km²).